# Долидзе, Исидор Самсонович
Исидор Самсонович Долидзе (груз. ისიდორე სამსონის ძე დოლიძე; 23 марта [5 апреля] 1915, с. Хварбети, Кутаисская губерния — 17 июля 1982, Тбилиси) — советский и грузинский государственный, общественный деятель и учёный, академик Академии наук Грузинской ССР (с 1960 года). Заслуженный деятель науки Грузинской ССР (1965).

## Биография
В 1930—1933 гг. учился в Батумском строительном училище. В 1933—1936 гг. учился на юридическом факультете Тифлисского государственного университета, в 1938 г. окончил Свердловский юридический институт. С 1939 года — член ВКП(б). В 1941 г. окончил аспирантуру Всесоюзного института юридических наук.
C 1941 г. преподавал в Тбилисском университете, в 1947—1948 гг. — декан юридического факультета.
С 31 декабря 1948 по 15 ноября 1952 г. — начальник Управления по делам искусств при Совете Министров Грузинской ССР.
В 1954—1957 гг. — председатель Верховного суда Грузинской ССР. В 1957—1960 гг. — секретарь ЦК Компартии Грузии. С 1960 г. — вице-президент Академии наук Грузинской ССР.
В 1958—1962 гг. — депутат Верховного Совета СССР V созыва.

## Научная деятельность
В 1941 г. защитил кандидатскую, в 1957 г. — докторскую диссертацию. Основная сфера исследований — история и развитие феодального права в Грузии.

### Избранные труды
на грузинском языке
- Памятники раннего феодального права. — Тбилиси, 1950.
- Древне-грузинское право. — Тбилиси, 1953.
- Судебник Бека и Агбуга (текст и введение). — Тбилиси, 1961.
- Средневековое право: Сб. документов (составитель и комментарии). — Тбилиси, 1962.
- Памятники грузинского права. — Т. 1 — Сборник законов Вахтанга VI (подготовка текста, исследование и словарь). — Тбилиси, 1963.

## Награды
- орден Трудового Красного Знамени (1950)
- орден «Знак Почёта»
- Заслуженный деятель науки Грузинской ССР (1965)